# Hematopoes

Diagram som visar utvecklingen av olika blodceller från hematopoetisk stamcell till mogna celler

Hematopoes är utvecklingen av blodkroppar. Detta inkluderar:
- Erytropoes - bildandet av röda blodkroppar.
- Granulopoes - bildandet av vita blodkroppar
- Trombocytopoes - bildandet av blodplättar.

Alla blodceller utvecklas från multipotenta hematopoetiska stamceller i benmärgen. Stamcellerna utgör ca. 0,05% av cellerna i benmärgen, men det finns många andra celler som är viktiga för hematopoesen genom att bistå med en lämplig mikromiljö. Det bildas ca. 10^12 celler/dygn i benmärgen för att ersätta blodceller som kasseras. För att bibehålla nivån av stamceller så bildas en progenitorcell och en stamcell vid varje stamcellsdelning. För att ytterligare skydda stamcellerna är upp till 95% i inaktiv form och är på så sätt mindre utsatta för genskador. 
En vilande hematopoetisk stamcell aktiveras av stamcellsfaktor (SCF), en cytokin som bildas av inkringliggande stromaceller. SCF binder till c-kit och leder till proliferation och differentiering av stamcellerna. Tidigt i hematopoesen sker differentiering till antingen en lymfoid progenitorcell eller en myeloid progenitorcell. Dessa fortsätter sedan att differentieras i ett samspel med linjespecifika cytokiner.
- Hematopoetisk stamcell
  - Lymfoid progenitorcell
    - Lymfocyt - Il-2, IL-7, IL-12, stromal cell derived factor-1 (SDF-1), FMS-liknande tyrosinkinas 3 ligand (FLT-3 ligand), TNF-alfa, TGF-beta

  - Myeloid progenitorcell
    - Megakarocyt - SCF, trombopoetin (TPO), IL-3, Granulocyt Makrofag-colony stimulating factor (GM-CSF)
      - Trombocyter (Blodplättar) - TPO

    - Erytrocyter - SCF, erytropoetin (EPO), IL-3, GM-CSF
    - Myeloblast
      - Eosinofil granulocyt - IL-3, GM-CSF
      - Neutrofil granulocyt - SCF, Granulocyt-CSF (G-CSF), IL-3, IL-6, GM-CSF
      - Basofil granulocyt - SCF, G-CSF, IL-3, IL-6, GM-CSF
      - Monocyt - SCF, Monocyt-CSF (M-CSF), IL-3, IL-6, GM-CSF